# Catullus (dráma)
A Catullus Füst Milán, a Kr. e. 50-es évek Rómájában játszódó drámája, ami 1928-ban, a Nyugat folyóiratban jelent meg folytatásokban, színpadra azonban csak négy évtized múltával került először. Az író nem vallotta magáénak, nem adta ki, mint két másik drámáját, a Boldogtalanokat és a Negyedik Henrik királyt, soha többé nem is említette, mintha nem is létezne.

Ez a dráma – Füst Milán naplójának tanúsága szerint – hét év alatt, néhány Catullus-vers elolvasásának hatására született. 1927-ben fejezte be és 1928-ban jelent meg. Nem törekedett történelmi hűségre, inkább saját elgondolásait, a művek keltette érzelmeit vetette papírra. Hizsnyan Géza színikritikus a következőképpen írt róla: „a boldogság elérhetetlenségének, az emberi érzésnek és érzelmek ambivalenciájának, egy olyan bonyolult és szorosan összefüggő kapcsolatrendszernek az ábrázolása, amelyben a szereplők egymáshoz való viszonyát a szeretet és gyűlölet egyidejű jelenléte, a cselekvésképtelenség, a változtatás igénye és az arra való alkalmatlanságuk határozza meg, ezért különleges, újszerű, a magyar és a klasszikus dráma hagyományaitól eltérő formai megoldást igényelt.”
Először 1929-ben, Hont Ferenc rendezésében Szegeden került volna színpadra, azonban ismeretlen okokból ez nem valósult meg. Ősbemutatójára 1968. február 2.-án, a Madách Színházban került sor, ami rendezője Pártos Géza volt. A díszletet Török Iván, a jelmezeket pedig Mialkovszky Erzsébet tervezte, a koreográfus Boschán Daisy volt.
Az eredeti szereposztás:
- Metellus: Gábor Miklós
- Clodia, Metellus felesége: Domján Edit
- Catullus: Mensáros László
- Calvus, Catullus barátja: Linka György
- Tertullia, Clodia barátnője: Vass Éva
- Flavia, Metellus anyja: Simor Erzsi
- Clodius, Clodia fivére: Cs. Németh Lajos
- Egnatius: Juhász Jácint
- Ferox: Gyenge Árpád
- Rufus: Bakay Lajos
- Hajós: Fillár István
- Kocsmáros: Gaál János
- Szobalány: Molnár Piroska

További bemutatók:
- 1983 – Stúdió 'K' Színház (Fővárosi Gázművek Művelődési Háza, Aquincum, Budapest), rendező: Fodor Tamás[1]
- 1985 – Rádiószínház (Kossuth Rádió, Budapest), rádióra alkalmazó és rendező: Székely Gábor[2]
- 1987 – Katona József Színház (Budapest), rendező: Székely Gábor[3]
- 1991 – Marosvásárhelyi Színművészeti Akadémia (Marosvásárhelyi Stúdió Színház Marosvásárhely), rendező: Kovács Levente[4]
- 2002 – Szigligeti Színház (Szolnok), rendező: Szikora János
- 2013 – Pesti Magyar Színház, rendező: Hargitai Iván[5]